# 7月31日
7月31日是阳历年的第212天（闰年是213天），离一年的结束还有153天。

## 大事记

### 15世紀以前
- 781年：日本人第一次用文字记录富士山火山喷发。
- 904年：阿拉伯人攻陷（英语：Sack of Thessalonica (904)）拜占庭城市塞萨洛尼基。
- 1009年：思齊四世接替若望十八世，成為第142任教宗。

### 15世紀
- 1423年：百年戰爭：法軍在克拉旺戰役中敗於英軍之手。
- 1451年：查理七世下令逮捕了雅克·柯爾。
- 1492年：阿罕布拉法令生效後，猶太人被逐出西班牙。
- 1498年：西班牙航海家克里斯多福·哥伦布在其第三次航行西半球时，首次发现千里达岛。

### 17世紀
- 1655年：俄波战争 (1654年－1667年)：俄軍攻入（英语：Battle of Vilnius (1655)）立陶宛大公國首都維爾紐斯，並占據6年之久。
- 1658年：奧朗則布成為蒙兀兒帝國皇帝。

### 18世紀
- 1703年：英国作家笛福因发表文章讽刺托利党迫害非国教教徒而被当局处以枷刑游街。
- 1741年：巴伐利亞的查理·阿爾伯特入侵上奧地利及波希米亞。
- 1752年：現存歷史最悠久的動物園——奧地利美泉宮動物園正式開園。
- 1777年：第二次大陸會議通過決議，委任拉法葉侯爵為美國大陸軍的少將。
- 1790年：美國第一項專利通過，頒給了發明家塞繆爾·霍普金斯（英语：Samuel Hopkins (inventor)）所提出的鉀鹽製程。

### 19世紀
- 1856年：英國皇家特許狀認證紐西蘭基督城為一城市。
- 1865年：全世界第一條窄軌鐵路系統於澳洲的格蘭切斯特（英语：Grandchester, Queensland）開業。
- 1874年：派屈克·弗朗西斯·希利就任喬治城大學校長，成為美國以白人為主的大學的第一位非裔美國人校長。
- 1891年：美国发明家爱迪生申请到电影摄影机的专利权。
- 1894年：日本小村公使通知总署，断绝同清朝的外交关系。第二天中日双方同时宣战，中日甲午战争正式开战。
- 1899年（儒略曆）：俄羅斯沙皇尼古拉二世宣布大连为“自由港”。

### 20世紀
- 1905年：日俄戰爭庫頁島戰役: 日本軍占領樺太（庫頁島）全島。
- 1906年：俄羅斯沙皇尼古拉二世下令解散杜马。
- 1913年：袁世凯下令悬赏捉拿黄兴、陳其美等人。
- 1919年：德国国民议会在图林根魏玛召开制宪会议，通过魏玛共和国宪法《德意志国宪法》。
- 1921年：中国共产党第一次全国代表大会在浙江嘉兴南湖闭幕，陈独秀被选为中央局书记。
- 1937年：“七君子”出狱。
- 1938年：保加利亚同希腊以及巴尔干其他协约国签订互不侵犯条约。
- 1941年：納粹大屠殺：根據阿道夫·希特勒的指示，赫爾曼·戈林授權黨衛隊將軍萊因哈德·海德里希處理「猶太人問題的最終解決方案」的準備工作。
- 1944年：法国作家、飞行员圣埃克苏佩里在执行飞行任务时失踪。
- 1952年：昭和天皇、皇后戰後首次參拜明治神宮。
- 1953年：彭德怀被授予“朝鲜英雄”称号。
- 1954年：義大利登山團隊首次登上位於喀喇崑崙山脈的世界第二高峰喬戈里峰峰頂。
- 1958年：蘇共中央第一書記赫魯曉夫秘密访华，與中共中央主席毛澤東等領導人會晤。
- 1964年：太空探測器游騎兵7號在飛行的最後一分鐘拍攝了數千張月球特寫照片，並在墜落在月球表面之前傳送到地球。
- 1971年：美国阿波罗15号太空人大卫·史考特和詹姆斯·艾尔文驾驶历史上第一辆阿波罗月球车。
- 1974年：土耳其和希腊在塞浦路斯停火协定生效。
- 1989年：香港政府準備在西貢萬宜水庫興建越南船民營，當地居民則露宿抗議。
- 1991年：美國和蘇聯簽署《第一階段削減戰略武器條約》，為歷史上最大的軍備控制條約。
- 1992年：由南京飛往廈門的民航客機中國通用航空2755號班機在南京大校场机场起飛時滑出跑道，撞毀防護堤，機上107人或108人遇難。
- 1993年：以色列與黎巴嫩、敘利亞達成停火協議。
- 1997年：联邦快递14号班机在纽瓦克机场降落时翻覆并起火，机上5人全部逃生。
- 1997年：波音737-800完成首飛
- 1998年：北京市高级人民法院对陈希同案公开宣判，結果陳希同被判處入獄16年。
- 1999年：美國國家航空暨太空總署的月球探勘者號探測器以撞擊月球南極點的舒梅克環形山結束任務。

### 21世紀
- 2008年：东海岸喷气机81号班机（英语：East Coast Jets Flight 81）在明尼苏达州奥瓦通纳的奥瓦通纳德格纳地区机场（英语：Owatonna Degner Regional Airport）附近坠毁，机上八人全部遇难[1][2]。
- 2011年：7月31日和8月1日，中国新疆喀什接连发生2起暴力恐怖袭击事件，至少造成10人死亡。
- 2012年：印度北部20个邦先后两次发生大规模停电事故，为历史上影响人口最多的停电事故。[3]。
- 2012年：美国运动员迈克尔·菲尔普斯在2012年伦敦奥运会中获得第19枚奥运会奖牌，打破前苏联运动员拉里莎·拉特尼娜在1964年创造的纪录，成为历史上获得最多奥运会奖牌的运动员。
- 2014年：臺灣高雄市發生連環石化氣爆事故，造成32人死亡、321人受傷，多條重要道路嚴重損壞[4]。
- 2020年：香港新增121宗新型冠狀病毒肺炎確診個案，118宗為本地感染，其中56宗源頭未明，連續10日單日個案破百[5]。
- 2024年：曾任巴勒斯坦總理的哈馬斯首席政治領袖伊斯梅爾·哈尼亞在伊朗首都德黑蘭遭襲擊身亡。

## 出生
- 1143年：二條天皇，日本第78代天皇（1165年逝世）
- 1527年：马克西米利安二世，神聖罗馬帝國皇帝（1586年逝世）
- 1704年：加布里爾·克拉默，瑞士數學家（1752年逝世）
- 1800年：弗里德里希·维勒，德國化学家（1882年逝世）
- 1809年：阿爾方斯·吉舍諾，法國動物學家（1876年逝世）
- 1812年：洛伊希滕貝格的阿美莉，洛伊希滕貝格公主和巴西皇后（1873年逝世）
- 1826年：威廉·史密斯·克拉克，美國教育家（1886年逝世）
- 1854年：亞瑟·巴克利，賴比瑞亞政治人物，第15任賴比瑞亞總統（1938年逝世）
- 1858年：勞倫·A·瑟斯頓，美國律師、政治家、商人（1931年逝世）
- 1875年：柳田國男，日本作家、民俗學家（1962年逝世）
- 1887年：沈兼士，中國語言文字学家、文献档案学家（1947年逝世）
- 1889年：法朗士·麥綏萊勒，比利時畫家（1972年逝世）
- 1893年：法蒂瑪·真納，巴基斯坦牙醫、女政治家（1967年逝世）
- 1921年：彼得·本南森，英國律師、人權活動家，國際特赦組織創始人（2005年逝世）
- 1923年：斯蒂芬妮·克沃勒克，波蘭裔美國化學家（2014年逝世）
- 1923年：約瑟夫·凱勒，美國數學家（2016年逝世）
- 1931年：尼克·波利泰尼，美國網球教練（2022年逝世）
- 1932年：葉根壯，臺灣大木匠師（2014年逝世）
- 1939年：湯漢，香港天主教榮休樞機
- 1947年：雪莉·蘭辛，美國女演員、電影公司高管，前任派拉蒙影業集團執行長
- 1950年：中村美律子，日本演歌歌手
- 1951年：伊文·古拉貢，澳大利亞女子網球運動員
- 1951年：，英國政治人物
- 1953年：古谷徹，日本男性聲優
- 1953年：濮存昕，中國男演員
- 1954年：弗洛拉·海曼，美國女子排球運動員（1986年逝世）
- 1954年：賀一航，台灣藝人（2019年逝世）
- 1955年：區瑞強，香港歌手、香港電台唱片騎師
- 1955年：唐群，中國女演員
- 1956年：Lynja，美國TikToker、廚師（2024年逝世）
- 1956年：邁克爾·比恩，美國男演員、導演
- 1958年：馬克·庫班，美國億萬富翁企業家，現任美國職業籃球聯賽達拉斯獨行俠擁有者
- 1959年：柯林·羅伯茲，英國外交官
- 1961年：扎哈里·艾哈迈德·沙阿，馬來西亞飛行員，MH370失联客机机长
- 1962年：衛斯里·史奈普，美國男演員、製片人
- 1964年：辜仲諒，臺灣企業家
- 1965年：J·K·罗琳，英國女作家，著名作品《哈利波特》
- 1967年：本田美奈子，日本歌手（2005年逝世）
- 1967年：岩田光央，日本男性聲優
- 1972年：張克帆，台灣男歌手
- 1974年：李鐘赫，韓國男演員
- 1975年：鍾麗芳，香港女騎師
- 1978年：威爾·查恩，英國音樂家，酷玩樂團鼓手
- 1979年：關心妍，香港女歌手
- 1979年：丁子高，香港企業家
- 1980年：愛內里菜，日本女歌手
- 1983年：矢口麻美，日本女性聲優
- 1984年：盤翠瑩，香港女主播
- 1985年：楊鳴，中國男子籃球運動員
- 1987年：馬賽，香港演員
- 1988年：趙怡翔，臺灣政治人物
- 1988年：遠藤舞，日本女偶像
- 1989年：艾莉克西斯·納普，美國女演員
- 1989年：魯嘉因·哈德洛爾，沙特阿拉伯女權主義者、婦女權利活動家
- 1992年：何賽·費南德茲，古巴裔美國棒球選手（2016年逝世）
- 1992年：朴修映，韓國女子偶像團體After School成員
- 1992年：琪亞拉·艾凡尼，印度女演員
- 1995年：卢珉玗，韓國男子偶像團體BOYFRIEND成員
- 1995年：崔誠允，韓國男子偶像團體Golden Child成員
- 1995年：利爾·烏茲·弗特，美國饒舌歌手、詞曲作家
- 1995年：八木亞里紗，日本模特兒
- 1995年：龍夢柔，中國女演員、歌手
- 1997年：李歌洋，中國男演員
- 1997年：RaMu，日本寫真偶像、Youtuber
- 1997年：緒方佑奈，日本女性聲優
- 1998年：楊超越，中國女子偶像團體火箭少女101前成員
- 1998年：希林娜依·高，中國女子偶像團體硬糖少女303前成員
- 1998年：里科·羅德里格茲，美國男演員
- 1998年：昆西·霍爾，美國男子田徑運動員
- 1999年：洪周燦，韓國男子偶像團體Golden Child成員
- 2000年：金賽綸，韓國女演員（2025年逝世）
- 2001年：盧正義，韓國女演員
- 2005年：麥克·彭德斯，比利時職業足球運動員

## 逝世
- 1543年：五條為學，日本室町時代至戰國時代公卿（1472年出生）
- 1556年：依納爵·羅耀拉，西班牙巴斯克天主教牧師、神學家，耶穌會創始人（1491年出生）
- 1726年：尼古拉二世·伯努利，瑞士數學家（1695年出生）
- 1784年：德尼·狄德罗，法國啟蒙思想家、唯物主義哲學家、文學家、美學家、翻譯家（1713年出生）
- 1849年：裴多菲，匈牙利诗人（1823年出生）
- 1875年：安德魯·約翰遜，美國政治人物，第17任美國總統（1808年出生）
- 1886年：弗朗茨·李斯特，匈牙利钢琴演奏家、作曲家（1811年出生）
- 1910年：温斯洛·霍默，美国画家（1836年出生）
- 1933年：清水紫琴，日本明治時代作家、記者、女權運動家（1868年出生）
- 1935年：弗雷德里克·H·吉勒特，美國政治人物，曾任麻薩諸塞州聯邦參議員（1851年出生）
- 1944年：安托萬·聖·德克旭貝里，法国作家（1900年出生）
- 1973年：東富士欽壹，日本相撲力士，第40代橫綱（1921年出生）
- 1982年：洪醒夫，台灣文學作家（1949年出生）
- 1983年：艾惕思，英國外交官（1914年出生）
- 1989年：周扬，中國文艺理论家（1908年出生）
- 1999年：亨利·索耶，美國律師、民權活動家、政治家（1918年出生）
- 2000年：亨德里克·C·范德胡斯特，荷蘭天文學家、數學家（1918年出生）
- 2002年：陳寶蓮，香港演员（1973年出生）
- 2009年：霍克思，英國漢學家、翻譯家（1923年出生）
- 2012年：戈爾·維達爾，美國小說家、劇作家、散文家（1925年出生）[6]
- 2013年：王作榮，臺灣前監察院長（1919年出生）[7]
- 2014年：周志坤，台灣拉丁舞教父（1950年出生）[8]
- 2016年：西摩爾·派普特，美國數學家（1928年出生）
- 2016年：千代之富士貢，日本相撲力士，第58代橫綱（1955年出生）
- 2017年：劉文雄，台灣政治人物，前立法委員（1954年出生）
- 2020年：亞倫·帕克，英國電影導演、電影監製、作家、演員（1944年出生）
- 2022年：菲德尔·瓦尔德斯·拉莫斯，菲律賓政治人物，第12任菲律賓總統（1928年出生）[9]
- 2022年：比尔·拉塞尔，美国男子篮球运动员（1934年出生）
- 2022年：瓦季姆·巴卡京，俄羅斯政治人物（1937年出生）
- 2022年：卡立依布拉欣，馬來西亞政治人物，第14任雪蘭莪州務大臣（1946年出生）
- 2022年：，埃及外科醫師，第2任首领（1951年出生）
- 2023年：楊貫一，香港廚師（1932年出生）
- 2023年：潘小俠，臺灣攝影記者、人物攝影師（1954年出生）
- 2023年：安格斯·克勞德，美國男演員（1998年出生）
- 2024年：伊斯梅尔·哈尼亚，哈马斯政治局主席（1962年或1963年出生）

## 节假日和习俗
- 非洲妇女日
- 世界護林員日
- 依納爵·羅耀拉慶節
- 马来西亚：英雄日（英语：Heroes' Day）
- 夏威夷州：州旗日